# Slaget ved Fulford
Slaget ved Fulford var det første af de to store slag i Harald Hårderådes invasion af England. Slaget stod den 20. september 1066 ved landsbyen Fulford i Yorkshire, England, og skete efter at den norske konge Harald Hårderåde ankom med sin flåde på i alt 300 skibe sammen med den tidligere engelske jarl Tostig Godvinson. Efter Edvard Bekenderens død den 5. januar 1066 gjorde Harald Hårderåde krav på tronen sammen med den engelske prins Harold Godvinson og den normanniske konge Vilhelm Erobreren. Harold Godvinson endte med at blive konge over Kongeriget England, hvilket førte til invasionen og senere slaget ved Fulford. Efter Norges nederlag førte kronstridighederne også til den normanniske invasion af England, som endte succesfuldt efter Slaget ved Hastings.